# Premier League Malti 2023-2024
La Premier League maltese 2023-2024 è stata la 109ª edizione della massima divisione del campionato maltese di calcio. La stagione regolare è iniziata il 16 settembre 2023 ed è terminata il 4 maggio 2024.
L'Hamrun Spartans, squadra vincitrice del titolo nella precedente edizione del torneo, si è confermato campione, raggiungendo la decima vittoria nella manifestazione, acquisendo il diritto di esporre una stella sulla maglia.

## Stagione

### Novità
Al termine della stagione precedente Pietà Hotspurs e Żebbuġ Rangers, ultime due classificate, sono state retrocesse in Challenge League. Al loro posto sono state promosse le prime due della Challenge League: Sliema Wanderers e Naxxar Lions.
La stagione, conclusasi con la seconda affermazione consecutiva degli Ħamrun Spartans, ha sancito la prima retrocessione in seconda serie del Valletta, mai disceso di categoria nella sua storia, oltre a quelle di St. Lucia, Sirens e Gudja Utd. Tutti e tre questi club erano stati promossi in massima serie nel 2019.

### Formula
Le 14 squadre giocano un girone all'italiana con partite di andata e ritorno, per un totale di 26 giornate. Al termine del campionato la squadra prima classificata
Per la stagione in corso il formato della prima divisione è a 14 squadre, con un girone di andata ed uno di ritorno per un totale di 26 giornate. Al termine della stagione, la squadra prima classificata è campione di Malta e si qualifica per la UEFA Champions League 2024-2025, mentre seconda e terza classificata, insieme con la vincitrice della coppa, si qualificano per la UEFA Conference League 2024-2025; se inoltre la vincitrice della coppa dovesse essere già qualificata per una coppa europea in virtù della sua posizione in campionato, lo slot per la Conference League sarà assegnato alla quarta classificata. Le ultime 4 classificate, infine, vengono retrocesse in Challenge League.

## Squadre partecipanti
| Club             | Città             | Stadio                        | Stagione precedente    |
| ---------------- | ----------------- | ----------------------------- | ---------------------- |
| Balzan           | Balzan            | Stadio di Ta' Qali            | 6º posto               |
| Birkirkara       | Birkirkara        | Infetti ground                | 2º posto               |
| Floriana         | Floriana          | Independence Arena            | 8º posto               |
| Gudja United     | Gudja             | Stadio Victor Tedesco         | 10º posto              |
| Gzira United     | Gżira             | Stadio Victor Tedesco         | 3º posto               |
| Hamrun Spartans  | Ħamrun            | Stadio Victor Tedesco         | Campione in carica     |
| Hibernians       | Paola             | Tony Bezzina Stadium          | 5º posto               |
| Marsaxlokk       | Marsaxlokk        | Marsaxlokk ground             | 11º posto              |
| Mosta            | Musta             | Stadio Charles Abela Memorial | 4º posto               |
| Naxxar Lions     | Naxxar            | Stadio di Ta' Qali            | 2º in Challenge League |
| St. Lucia        | Santa Lucia       | Stadio Santa Luċija           | 12º posto              |
| Sliema Wanderers | Sliema            | Tigne Sports Complex          | 1º in Challenge League |
| Sirens           | Baia di San Paolo | Sirens Stadium                | 9º posto               |
| Valletta         | La Valletta       | MFA Centenary Stadium         | 7º posto               |

## Allenatori
| Squadra          | Allenatore                                  | Calciatore più presente (tra parentesi il numero di partite disputate) | Capocannoniere (tra parentesi il numero di reti segnate) |
| ---------------- | ------------------------------------------- | ---------------------------------------------------------------------- | -------------------------------------------------------- |
| Balzan           | Oliver Spiteri                              | Samir Arab (24)                                                        | Leo Souza, George Blackwood (4)                          |
| Birkirkara       | Giovanni Tedesco (1-9) Brian Chetcuti (10-) | 5 giocatori (25)                                                       | Andrei Ciolacu (11)                                      |
| Floriana         | Mauro Camoranesi                            | Dunstan Vella, Matheus (26)                                            | Reid Kemar (12)                                          |
| Gudja United     | Ludvic Bartolo                              | Mirko Esposito (25)                                                    | Abou Toure (3)                                           |
| Gzira United     | Darren Abdilla                              | Farid Zuniga (25)                                                      | Gabriel Mentz (8)                                        |
| Hamrun Spartans  | Luciano Zauri                               | 4 giocatori (25)                                                       | Luke Montebello (21)                                     |
| Hibernians       | Branko Nišević                              | Jurgen Degabriele (26)                                                 | Jurgen Degabriele (8)                                    |
| Marsaxlokk       | Winston Muscat                              | Yuri (26)                                                              | Yuri (13)                                                |
| Mosta            | Joseph Grech                                | Jake Vassallo (25)                                                     | Kevin Tulimieri, Zachary Brincat (3)                     |
| Naxxar Lions     | George Vella                                | 4 giocatori (25)                                                       | Pablo (10)                                               |
| St. Lucia        | Alessandro Zinnari                          | Celio, Jurgen Pisani (26)                                              | Alessio Piazza, Tatsuro Nagamatsu (4)                    |
| Sliema Wanderers | Paul Zammit                                 | Myles Beerman (26)                                                     | Vito Plut, Geoffrey Acheampong (6)                       |
| Sirens           | Stephen Damato                              | Akwesi Donsu (26)                                                      | Kemmu Jackson (4)                                        |
| Valletta         | Thane Micallef (1-4) Enzo Potenza (5-)      | Victor Luiz, Brandon Paiber (24)                                       | Federico Falcone (7)                                     |

## Classifica
|                  | Pos. | Squadra          | Pt | G  | V  | N  | P  | GF | GS | DR  |
| ---------------- | ---- | ---------------- | -- | -- | -- | -- | -- | -- | -- | --- |
| Malta (bandiera) | 1.   | Ħamrun Spartans  | 62 | 26 | 19 | 5  | 2  | 61 | 16 | +45 |
|                  | 2.   | Floriana         | 57 | 26 | 18 | 3  | 5  | 53 | 19 | +34 |
|                  | 3.   | Sliema Wanderers | 50 | 26 | 14 | 8  | 4  | 34 | 12 | +22 |
|                  | 4.   | Marsaxlokk       | 43 | 26 | 12 | 7  | 7  | 40 | 23 | +17 |
|                  | 5.   | Birkirkara       | 36 | 26 | 9  | 9  | 8  | 28 | 27 | +1  |
|                  | 6.   | Naxxar Lions     | 35 | 26 | 9  | 8  | 9  | 32 | 35 | -3  |
|                  | 7.   | Hibernians       | 35 | 26 | 9  | 8  | 9  | 29 | 28 | +1  |
|                  | 8.   | Balzan           | 34 | 26 | 8  | 10 | 8  | 26 | 28 | -2  |
|                  | 9.   | Gżira Utd        | 33 | 26 | 9  | 6  | 11 | 38 | 33 | +5  |
|                  | 10.  | Mosta            | 31 | 26 | 7  | 10 | 9  | 19 | 32 | -13 |
|                  | 11.  | St. Lucia        | 30 | 26 | 8  | 6  | 12 | 25 | 41 | -16 |
|                  | 12.  | Valletta         | 27 | 26 | 6  | 9  | 11 | 26 | 31 | -5  |
|                  | 13.  | Sirens           | 16 | 26 | 3  | 7  | 16 | 17 | 50 | -33 |
|                  | 14.  | Gudja Utd        | 6  | 26 | 0  | 6  | 20 | 14 | 67 | -53 |

Legenda:
      Campione di Malta e ammessa al primo turno di qualificazione della UEFA Champions League 2024-2025.
      Ammesse alle qualificazioni della UEFA Europa Conference League 2024-2025.
  Ammessa allo spareggio promozione-retrocessione.
      Retrocessa in Maltese Challenge League 2024-2025.
Regolamento:
Tre punti a vittoria, uno a pareggio, zero a sconfitta.

## Statistiche

### Individuali

#### Classifica marcatori
Aggiornata al 24 marzo 2024.
| Gol |  |  | Giocatore         | Squadra    |
| --- |  |  | ----------------- | ---------- |
| 18  |  |  | Luke Montebello   | Hamrun     |
| 11  |  |  | Yuri Messias      | Marsaxlokk |
| 11  |  |  | Uros Djuranovic   | Hamrun     |
| 11  |  |  | Kemar Reid        | Floriana   |
| 10  |  |  | Andrei Ciolacu    | Birkirkara |
| 7   |  |  | Federico Falcone  | Valletta   |
| 7   |  |  | Sunday Akinbule   | Marsaxlokk |
| 7   |  |  | Jurgen degabriele | Hibernians |
| 6   |  |  | Jonny             | Hamrun     |
| 6   |  |  | Macula            | Gzira U.   |
| 6   |  |  | William Marcilio  | Naxxar     |
| 5   |  |  | Thaylor           | Gzira U.   |
| 6   |  |  | Giannis Bastianos | Hibernians |
| 6   |  |  | Willis Furtado    | Floriana   |